# ABX Air
ABX Air, Inc. (NASDAQ: ATSG) — грузовая авиакомпания Соединённых Штатов Америки со штаб-квартирой в Эйрборн-Эйрпарк (неподалёку от города Уилмингтон) в неинкорпорированном округе Клинтон, штат Огайо, США.
ABX Air предоставляет весь набор регулярных и чартерных услуг по перевозке грузов, включая ночные экспресс-рейсы, и работает на всей территории Соединённых Штатов Америки, в Канаде и Пуэрто-Рико. Авиакомпания обеспечивает профессиональную подготовку специалистов, техническое и инженерное обслуживание, в том числе предоставляя данные услуги по аутсорсингу.
Главным заказчиком ABX Air является корпорация DHL, большинство грузовых перевозок осуществляется по заказам этой компании. Практически все самолёты ABX Air окрашены в красно-жёлтую ливрею DHL. Помимо этого, ABX выполняет грузовые перевозки под флагом авиакомпании Air Jamaica между Майами и двумя городами Ямайки: Монтего-Бэй (Международный аэропорт имени Дональда Сангстера) и Кингстон (Международный аэропорт имени Нормана Мэнли). Рейсы в Ямайку выполняются на самолётах Boeing 767—200 под позывным «JAMAICA».

## История
Авиакомпания была образована в 1980 году после поглощения Airborne Freight грузового подразделения Midwest Air Charter и начала коммерческие операции 17 апреля 1980 года. Первоначально авиакомпания имела название Airborne Express и полностью принадлежала компании Airborne Freight из Сиэтла.
После слияния компаний DHL и Airborne Freight в 2003 году в объединённую корпорацию перешли только наземные операции по обслуживанию самолётов и погрузке/выгрузки фрахта, а услуги по перевозке грузов были выделены в отдельную независимую авиакомпанию ABX Air, которая 16 августа 2003 года прошла процедуру акционирования и разместила свои акции на фондовом рынке NASDAQ.
В начале 2007 года руководство ABX Air объявило о завершении переговоров с японской авиакомпанией All Nippon Airways, подписанием партнёрского соглашения и открытием регулярных грузовых рейсов в Азию. Первоначально в рамках контракта использовались два самолёта Boeing 767-200SF, в дальнейшем число маршрутов и, соответственно, количество используемых самолётов росло с каждым годом. 2 ноября 2007 года генеральный директор ABX Air Джо Хит объявил о приобретении за 350 миллионов долларов США авиационного холдинга Cargo Holdings International, в собственности которого в свою очередь находились авиакомпании Air Transport International и Capital Cargo International Airlines.
По состоянию на март 2007 года в авиакомпании работало около 7600 сотрудников.
10 ноября 2008 года корпорация DHL объявила о возможном прекращении партнёрских отношений с авиакомпаний ABX Air по причине прекращения грузовых перевозок DHL на внутреннем рынке Соединённых Штатов.

## Флот

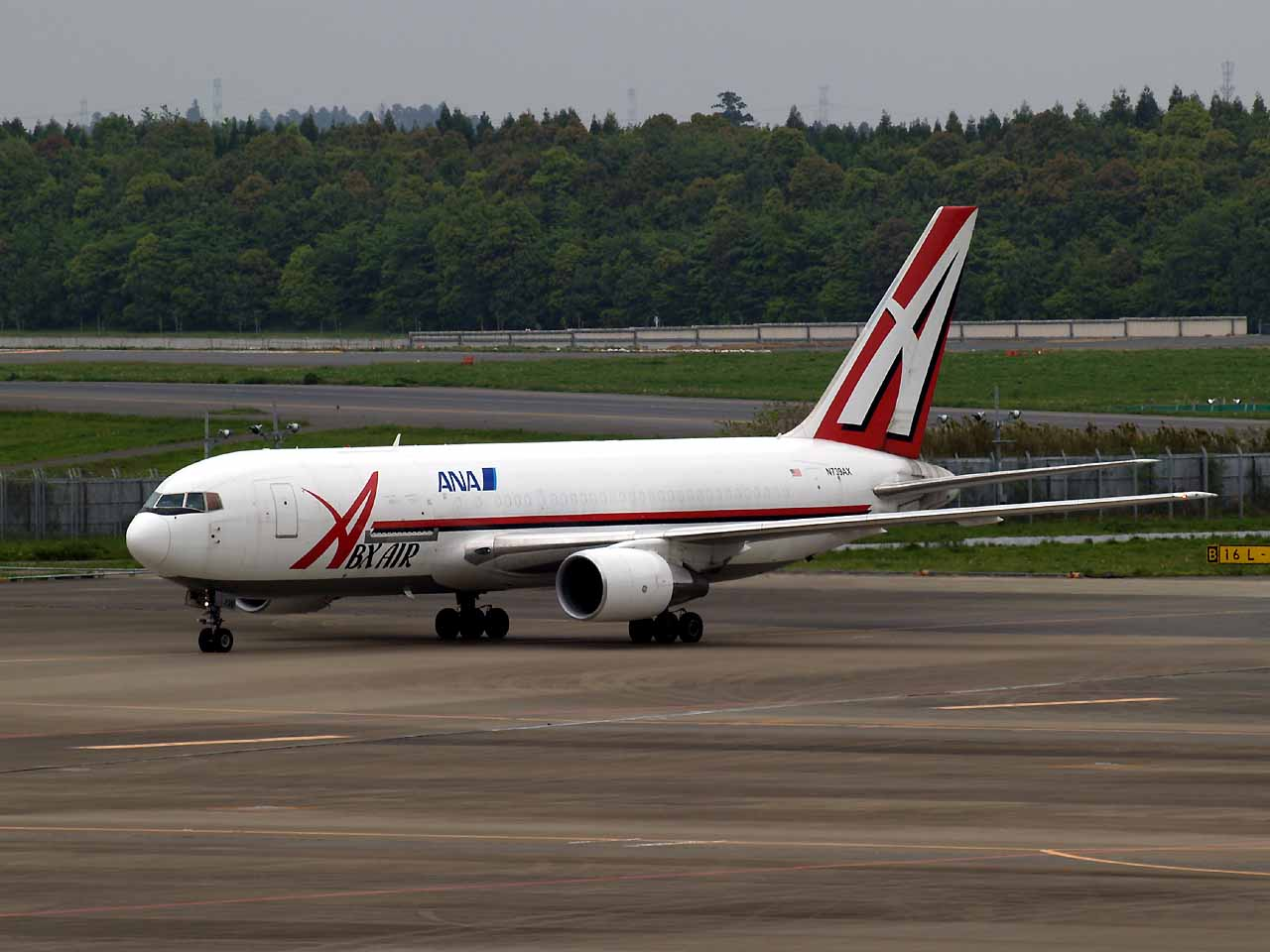
Boeing 767—232 ABX Air в Международном аэропорту Нарита

По состоянию на июль 2009 года воздушный флот авиакомпании ABX Air состоял из следующих самолётов:

## Авиапроисшествия и несчастные случаи

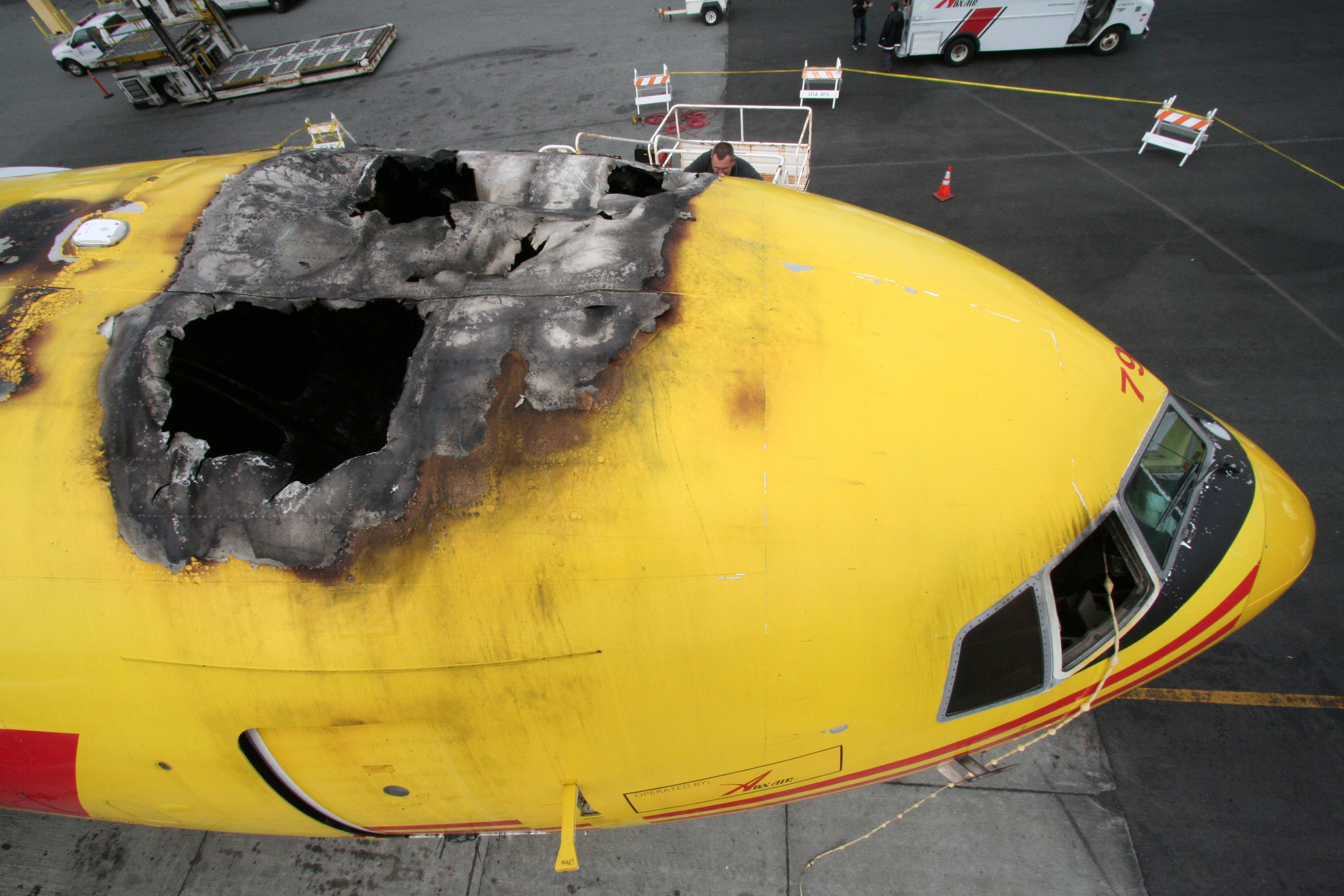
Повреждённый пожаром самолёт ABX Air в Международном аэропорту Сан-Франциско, 2008 год

- 22 декабря 1996 года, рейс 827 Douglas DC-8-63F авиакомпании Airborne Express. Самолёт прошёл модернизацию и полное техобслуживание в Международном аэропорту Пьедмонт-Триад, после чего проводился испытательный полёт. При выполнении испытаний на срыв лайнер вошёл в реальный срыв и врезался в горы. Погибли все шесть человек на борту.
- 29 июня 2008 года. Через неделю после поступления угроз руководству авиакомпании был серьёзно повреждён пожаром Boeing 767 авиакомпании ABX Air, находившийся на стоянке в Международном аэропорту Сан-Франциско и готовившийся к полёту. О пострадавших не сообщалось.